# فادجانو
فادجانو (بالإيطالية: Faggiano)‏ هي بلدية في مقاطعة تارانتو في إقليم بوليا الإيطالي.

## السكان
في سنة 1861 بلغ عدد السكان 1٬184 نسمة، وتطور العدد ليصل في سنة 2011 لـ 3٬540 نسمة.
يظهر هذا المخطط البياني تطور النمو السكاني لـ فادجانو